# Guerra del Colorado
La guerra del Colorado fu combattuta dal 1863 al 1865 e fu una guerra indiana tra le tribù Cheyenne ed Arapaho ed i coloni e le milizie dei bianchi nel territorio del Colorado e nelle regioni vicine. Kiowa e Comanche giocarono un ruolo minore negli eventi che si svolsero nella parte meridionale del territorio lungo il fiume Arkansas, mentre i Sioux furono importanti lungo il fiume South Platte e la strada del fiume Great Platte, ovvero la parte orientale dell'Overland Trail. Le autorità del governo statunitense e del territorio del Colorado parteciparono con i volontari del Colorado, una milizia cittadina, mentre lo United States Army rimase quasi inutilizzato. La guerra fu combattuta soprattutto nelle Colorado Eastern Plains.
Fece parte della guerra anche un attacco del novembre 1864 contro il campo invernale Cheyenne di Black Kettle, noto come massacro di Sand Creek. La battaglia, inizialmente considerata una grande vittoria dagli Stati Uniti, fu poi definito un brutale genocidio. Il massacro portò a udienze militari ed al Congresso che identificarono le colpe di John Chivington, comandante dei volontari del Colorado, e delle sue truppe.

## Descrizione
La guerra fu combattuta per determinare la possibilità dei nativi americani (soprattutto Cheyenne e Arapaho) di mantenere il controllo dei territori di migrazione dei bisonti nelle Grandi Pianure nella parte alta della valle del South Platte, del Republican, dello Smoky Hill e dell'Arkansas, al confine tra le pianure e le Montagne Rocciose. Nel primo trattato di Fort Laramie (1851) Cheyenne e Arapaho avevano accettato come territorio di caccia le Eastern Plains tra il South Platte e l'Arkansas.
L'area fu di scarsa utilità per i coloni prima del 1859, quando la corsa all'oro del Colorado portò numerosi coloni nel Colorado Piedmont lungo le montagne, inondando le terre riservate ai nativi. I nuovi coloni chiesero al governo federale di annullare le pretese indiane, e nell'autunno del 1860 gli agenti federali riaprirono i negoziati con gruppi delle due tribù presso il fiume Arkansas. Nel consiglio, con il trattato di Fort Wise alcuni Cheyenne ed Arapaho avevano accettato di rinunciare ai territori di caccia tranne una piccola riserva indigena lungo il fiume Arkansas tra il confine settentrionale del Nuovo Messico ed il Sand Creek. Le tribù si trasformarono da nomadi cacciatori ad agricoltori. La nuova riserva, invece di essere un territorio di caccia aperto, sarebbe stato analizzato e diviso tra i membri delle tribù, ed ognuno avrebbe ricevuto 160 000 m² di terra. Inoltre gli agenti federali promisero che ogni tribù avrebbe ricevuto 30 000 dollari di sussidio per 15 anni oltre a un mulino, una segheria e scuole. Il capo Cheyenne che firmò il trattato fu Black Kettle.
La politica di trasformazione in agricoltori, accettata dai nativi, fu contrastata in molti casi dalla cattiva gestione e dalla malafede degli agenti nominati dal governo. Un famoso esempio fu Samuel Colley, agente federale dell'Upper Arkansas all'inizio degli anni 1860, che divenne famoso per essersi appropriato dei beni della tribù, che vendette tramite il figlio Dexter, un commerciante.
Il conflitto avvenne negli ultimi due anni della guerra di secessione americana. Le stesse unità del 1° volontari del Colorado dello United States Army che avevano combattuto la guerra, avevano anche guidato il contrattacco dell'Unione nella campagna del Nuovo Messico contro il Confederate States Army.
La guerra fu iniziata nell'aprile del 1864 senza avviso da parte dei bianchi, con l'obiettivo di cacciare a forza gli indiani in una riserva, ma dopo alcuni successi minori contro piccole tribù divenne una battaglia difensiva contro numerosi assalti Cheyenne e Arapaho ai danni di viaggiatori che percorrevano l'Overland Trail lungo il South Platte.

## Storia
All'inizio degli anni 1860 le relazioni tra Sioux e Stati Uniti d'America nelle Grandi Pianure settentrionali peggiorarono decisamente, anche con la guerra di Piccolo Corvo. Prima di allora gli emigranti bianchi attraversavano abbastanza pacificamente la zona lungo le piste della California, del Mormon e dell'Oregon. Dopo il 1860 la scoperta dell'oro nella Montagne Rocciose e la crescente invasione oltre il 100º meridiano ovest causata dall'Homestead Act portarono Sioux ed altri indiani a resistere all'arrivo dei bianchi. Un particolare problema fu l'allontanamento dei bisonti causato dall'uso sempre più massiccio delle strade e dalla costruzione di nuove. Lo United States Army, allora incaricato di controllare le rotte migratorie, trasferirono i percorsi più a sud lungo il South Platte attraverso l'odierno Colorado settentrionale, attraversando così le pianure Laramie lungo il tragitto della Overland Stage Line.
Cheyenne ed Arapaho avevano venduto buona parte delle Eastern Plains nel 1861 (soprattutto per costruire case per la caccia all'oro). L'aumento del traffico nella zona portò ad assalti, soprattutto da parte dei Kiowa, considerati una delle tribù più nemiche degli insediamenti dei bianchi. Cheyenne ed Arapaho, due tribù di lingua algonchina che erano migrati ad ovest dai Grandi Laghi nel XVIII secolo, erano considerati non interessati al conflitto con i bianchi. Si ritrovarono casualmente in qualche modo in mezzo alla guerra, e patirono le perdite più pesanti. La partecipazione dello United States Army alla guerra fu particolarmente brutale, obbligando il Congresso a prendere una posizione ufficiale condannando le azioni del colonnello John Chivington dei volontari del Colorado. I primi resoconti pubblicati nel Rocky Mountain News avevano lodato Chivington come un grande eroe. In seguito racconti più accurati fatti dai sopravvissuti Cheyenne ed Arapaho raggiunsero la stampa statunitense. Le prove presentate obbligarono il Congresso a tenere udienze sulla sua brutalità nella primavera del 1865. La versione indiana fu corroborata da un agente indiano bianco che sopravvisse alla battaglia, la cui testimonianza fu pubblicata nel Congressional Review come una delle testimonianze più critiche degli atti pubblici.

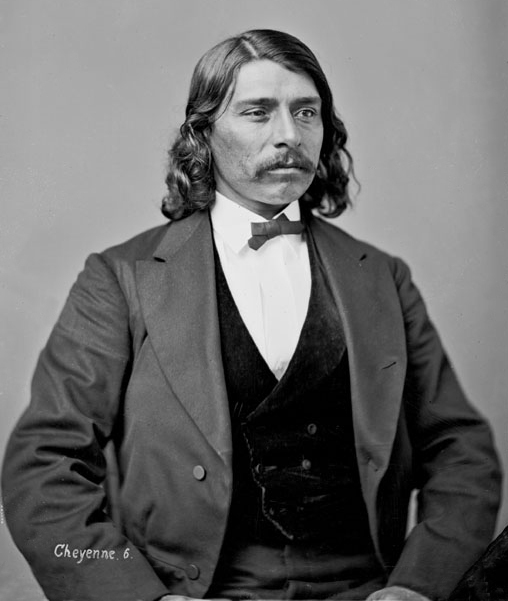
Ritratto di Edmund Guerrier. Guerrier era figlio del francese William Guerrier e della Cheyenne Cammina In Vista (Walks In Sight). Guerrier testimoniò davanti agli investigatori del Congresso a Fort Riley, Kansas, nel 1865 riguardo al massacro di Sand Creek

Arapaho, Kiowa e Comanche, in gran parte non ostili per tutto il corso della guerra, furono obbligati a cedere le ultime terre rimaste loro in Colorado. Le tribù furono obbligate a trasferirsi nel territorio indiano nell'attuale Oklahoma. Gli unici indiani rimasti nella zona furono gli Ute, ai quali gli Stati Uniti riconobbero tutte le terre ad ovest della divisione continentale.
Le operazioni dello United States Army furono condotte per tutta la guerra partendo soprattutto da Fort Laramie, centro regionale dell'esercito. Nell'autunno del 1863 la fortezza era comandata dal tenente colonnello William O. Collins dell'11° volontari di cavalleria dell'Ohio. Il figlio Caspar Collins (che diede il nome a Fort Caspar) fu ucciso in azione contro i vicini Sioux stanziati lungo il North Platte nell'odierno Wyoming. Con il trasferimento delle rotte a sud in Colorado, le relazioni divennero relativamente pacifiche tra Stati Uniti e le tribù Arapaho e Cheyenne. Gli Arapaho si accamparono per l'inverno in grandi villaggi dove il fiume Cache la Poudre nasce dalle Laramie Foothills. Le montagne poco ad ovest erano di proprietà degli Ute, discendenti degli Uto-Aztechi che avevano occupato lo zona per oltre un millennio.
All'inizio del 1864 l'esercito fondò Camp Collins, che prese il nome dal comandante di Fort Laramie, sulle rive del Poudre nei pressi dell'odierna Laporte. Dopo una devastante alluvione a giugno, l'esercito si trasferì a sudest sulle alture del Poudre dove oggi sorge Fort Collins. Il campo era inizialmente occupato dall'11° volontari dell'Ohio, e poi da elementi dei volontari del Kansas, entrambi trasferiti ad altri incarichi. In seguito i volontari del Colorado occuparono la fortezza combattendo spesso nella parte sudorientale dello stato. Gli attacchi alle rotte di collegamento portarono a generali ostilità tra bianchi e nativi.